# Palais de l'Opéra
Résidence
Le palais de l'Opéra est un édifice dédié à l'opéra situé à La Corogne en Espagne.

## Historique
Implanté dans la Glorieta de América, le palais de l'Opéra est l'ancien palais des congrès rebaptisé. La construction d'un nouveau centre de congrès et d'expositions dans le complexe du port, le Palexco, a impulsé la reconversion de l'édifice. Il est situé à proximité du parc de Sainte-Marguerite (es) et abrite le siège de l'orchestre symphonique de Galice. 

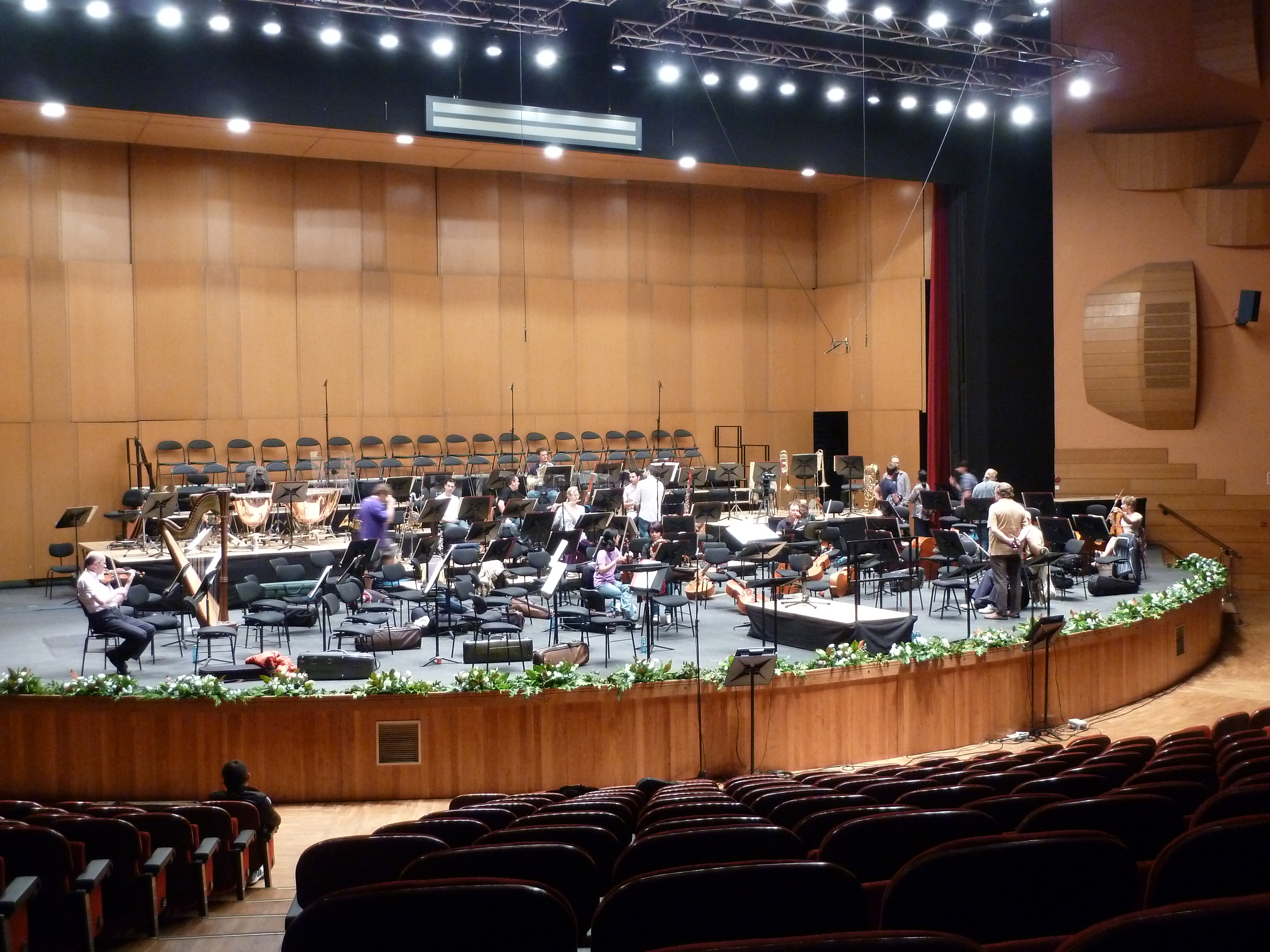
La scène du palais de l'Opéra.

## Architecture
L'opéra a une capacité de 1 729 sièges. Le bâtiment abrite dans le même lieu une salle de projection, une salle de conférences, une salle VIP et un espace d'exposition. Les mauvaises caractéristiques techniques et acoustiques de l'auditorium principal ont conduit ses utilisateurs à des protestations dans les médias soulignant le besoin urgent de réformes. 